# Bufo hoeschi
Bufo hoeschi là một loài cóc thuộc họ Bufonidae.
Đây là loài đặc hữu của Namibia.
Môi trường sống tự nhiên của chúng là xavan khô, vùng cây bụi khô khu vực nhiệt đới hoặc cận nhiệt đới, đầm nước ngọt có nước theo mùa, và vùng nhiều đá.
Chúng hiện đang bị đe dọa vì mất nơi sống.